# Cratere Carpenter
Carpenter è un cratere lunare di 59,06 km situato nella parte nord-occidentale della faccia visibile della Luna, abbastanza vicino al bordo, ed appare pertanto allungato, nonostante la forma reale sia vicinissima ad un cerchio perfetto.
Il margine esterno, verso sud, è unito al vecchio cratere Anaximander e più a ovest al gruppo di crateri satelliti che circondano 'Anassimander B'. A nord-est si trova il cratere Anaximenes. 
Dal punto di vista geologico è un cratere giovane, le cui strutture non mostrano segni di erosione da parte di impatti successivi. È assai più giovane delle strutture che lo circondano. Le pendici interne del bordo mostrano segni di crolli, in particolare ad est, e vi sono formazioni a terrazza. Il bordo esterno non è segnato da crateri degni di nota, e l'unico cratere sovrapposto a Carpenter è un piccolo cratere posto nel bordo interno di sud-sud-est.
Il pianoro interno è generalmente livellato, ma piuttosto irregolare, con numerose colline ed avvallamenti. Vicino al centro si trova un'inusuale formazione a due cime, con un ulteriore picco più piccolo a ovest e una cresta più a est che si estende a sud fino al bordo.
Il cratere è dedicato agli astronomi statunitensi James Carpenter ed Edwin F. Carpenter.

## Crateri correlati
Alcuni crateri minori situati in prossimità di Carpenter sono convenzionalmente identificati, sulle mappe lunari, attraverso una lettera associata al nome.
| Carpenter | Coordinate            | Diametro (in km) |
| --------- | --------------------- | ---------------- |
| T         | 70°16′48″N 58°41′24″W | 9,38             |
| U         | 70°36′36″N 57°04′48″W | 25,08            |
| V         | 71°54′36″N 54°40′48″W | 5,76             |
| W         | 72°22′12″N 60°14′24″W | 9,62             |
| Y         | 71°51′36″N 63°01′12″W | 7,93             |